# Dionysus
Dionysus – dziewiąty album studyjny brytyjsko-australijskiego zespołu Dead Can Dance wydany 2 listopada 2018 roku, sześć lat po premierze poprzedniego albumu Anastasis. Jest to zarazem drugi album wydany po reaktywacji zespołu w 2012 roku.

## Album

### Okoliczności powstania
Inspirację do stworzenia płyty stanowiło zainteresowanie zespołu europejskimi wierzeniami ludowymi. Badając obrzędy i rytuały wiosny i żniw wywodzące się z kultu Dionizosa, Brendan Perry wyodrębnił te, które są praktykowane do dziś. To właśnie one stanowiły główną inspirację dla albumu od strony treści. Proces tworzenia i komponowania muzyki zajął zespołowi dwa lata. W tym czasie Brendanowi udało się zgromadzić sporą kolekcję unikatowych instrumentów ludowych, które nadały albumowi charakterystyczny, folkowy klimat. Jednocześnie muzyka na albumie stanowi połączenie elementów muzyki ludowej z różnych zakątków świata oraz nagrań zrealizowanych w terenie, takich jak: dźwięki z uli z Nowej Zelandii, nawoływania ptaków z Ameryki Łacińskiej i szwajcarskiego pasterza kóz. Główne przesłanie albumu opiera się na celebracji tajemnicy harmonii, w jakiej człowiek żyje z naturą.

### Koncepcja
Album podzielony jest na dwa akty: w skład pierwszego aktu wchodzą trzy utwory, w skład aktu drugiego - cztery. Wszystkie utwory odnoszą się do historii mitycznego Dionizosa – greckiego boga płodności, dzikiej natury i wina, ujmując ją w siedmiu różnych aspektach.

### Lista utworów
Lista według Discogs:
| 1. | Act I : Sea Borne - Liberator Of Minds - Dance Of The Bacchantes | 16:38 |
|    |                                                                  |       |
| 2. | Act II : The Mountain - The Invocation - The Forest - Psychopomp | 19:26 |
|    |                                                                  |       |
|    |                                                                  | 36:04 |
|    |                                                                  |       |

## Odbiór

### Opinie krytyków
| Oceny łączne      | Oceny łączne |
| Publikacja        | Ocena        |
| ----------------- | ------------ |
| Album of the Year | 79/100       |
| AnyDecentMusic?   | 7.6/10       |
| Metacritic        | 78/100       |
| Recenzje          |              |
| Publikacja        | Ocena        |
| All About Jazz    | [ 8 ]        |
| AllMusic          | [ 4 ]        |
| The Arts Desk     | [ 9 ]        |
| Exclaim!          | 8/10         |
| laut.de           | [ 10 ]       |
| Paste             | 6.4.10       |
| Pitchfork         | 7.3/10       |
| PopMatters        | 7/10/10      |
| Prog Archives     | 3.90/5       |
| Rolling Stone     | [ 15 ]       |
| RYM               | 3.42/5       |
| Sputnikmusic      | 4.0/5        |
| Uncut             | [ 18 ]       |
| Under the Radar   | 7.5/10       |

Album zyskał generalnie pozytywne oceny na podstawie 10 recenzji krytycznych, zgromadzonych w Metacritic.
Według Nenada Georgievskiego z magazynu All About Jazz Dionysus jest „przemyślany w swojej konstrukcji, rozwijając się w sennej fantazji, która jest pomysłowa, kolorowa i intrygująca. Doskonale wpisuje się w kontinuum całej kariery Dead Can Dance. Każdy dźwięk został skrupulatnie zbudowany, a album jest pełen przygód i wyzwań dzięki wielowymiarowej trajektorii trance groove, która otacza słuchacza tajemnicami i wizjonerską mocą. Podobnie jak inne dzieła Dead Can Dance, Dionysus zabiera podróżników na nocną pielgrzymkę przez niezbadane miejsca kultu stworzone z dźwięku, które są jednocześnie dziwne i dziwnie znajome. Jako taki, album ten jest ścieżką dźwiękową dla ducha”.
Zdaniem Jamesa Christophera Mongera z AllMusic Dionysus „jest doskonały jako nieoficjalna ścieżka dźwiękowa do rytualnego szaleństwa, religijnej ekstazy, seksu, produkcji wina i śpiewu”.
Zbliżoną opinię wyraża Libby Cudmore z magazynu Paste: „Dionysus, pierwszy od sześciu lat nowy album gotycko-popowego duetu Dead Can Dance, to ścieżka dźwiękowa w poszukiwaniu filmu, bujny pejzaż dźwiękowy inspirowany pogańskimi rytuałami ku czci boga wina”.
Według Bena Cardew z magazynu Pitchfork Dionysus mógłby być „dwuaktową refleksją nad kultem greckiego boga. To, że album odnosi się do tak wzniosłych koncepcji, jest godne podziwu. To, że robi to w dziele trzewnej, przystępnej muzyki, która nagradza powierzchowne słuchanie i dłuższą eksplorację, jest więc podwójne. To muzyka wielkości i wspaniałego humanizmu”.
Dionysus nawiązuje do starożytnego rytuału na cześć Dionizosa odznaczającego się dużą ilością wina, pochodniami, maski, orgiami i ofiarami ze zwierząt, biciem w bębny i tańcami – twierdzi Jason Anderson z magazynu Uncut i precyzuje: „Brendan Perry i Lisa Gerrard podkreślają również, że te starożytne biesiady miały praktyczny cel. Odbywające się zwykle w czasie żniw ceremonie kultu wyznaczały sezonowe cykle śmierci i odrodzenia, oferując jednocześnie uczestnikom ulotne szanse na wyzwolenie się z ograniczeń społecznych i transcendencję z samych siebie. Aspekty tych obrzędów przetrwały długo w czasach judeochrześcijańskich, ukryte pod postacią dożynek i pogańskich uroczystości”.
„Dionysus brzmi jednocześnie starożytnie i współcześnie, a niewiele jest grup, które potrafią okazać tyle szacunku dla starożytnych tradycji z perspektywy nowoczesnej muzyki” – ocenia Matt Yuyitung z magazynu Exclaim!.
„Dead Can Dance zawsze mieli talent do tworzenia wciągających, przebiegłych i klimatycznych melodii, które są połączone z nieziemskimi rytmami i bitami, a Dionysus udowadnia, że z wiekiem stają się tylko lepsi” – ocenia Libby Cudmore z magazynu Paste.
William Nesbitt z magazynu PopMatters za pozytywny uznał fakt wykorzystania przez zespół licznych egzotycznych instrumentów. Natomiast za nieco rozczarowujący uznał fakt, iż Gerrard śpiewa na tym albumie mniej niż na poprzednich (wokal tylko w dwóch utworach, The Mountain i Psychopomp) oraz to, że zespół nie zapuścił się nieco dalej w swoich muzycznych eksploracjach. „Mimo to, Dionysus satysfakcjonuje i pokazuje, że Dead Can Dance wciąż żyją i nagrywają” – stwierdził w podsumowaniu.
Negatywnie ocenił album Ulf Kubanke z magazynu laut.de: „Jeśli po kiepskim nastroju ich ostatniej trasy koncertowej potrzebny był jakiś solidny dowód na to, że Gerrard i Perry nie mają sobie nic więcej do powiedzenia poza dbaniem o markę, to jest to właśnie ten album, który jest na wpół upieczony pod każdym względem”.

### Listy tygodniowe
| Kraj            | Lista                          | Pozycja |
| --------------- | ------------------------------ | ------- |
| Austria         | Ö3 Austria Top 40              | 55      |
| Belgia          | Ultratop (Flandria)            | 44      |
| Belgia          | Ultratop (Walonia)             | 25      |
| Czechy          | ČNS IFPI                       | 15      |
| Francja         | SNEP                           | 53      |
| Holandia        | Dutch Album Top 100            | 40      |
| Hiszpania       | Spanish Charts                 | 33      |
| Niemcy          | Offizielle Deutsche Charts     | 8       |
| Portugalia      | AFP                            | 12      |
| Szkocja         | Official Scottish Albums Chart | 31      |
| Szwajcaria      | Schweizer Hitparade            | 27      |
| Wielka Brytania | UK Albums Chart                | 59      |
| Włochy          | FIMI                           | 29      |